# Frederick Douglass
Frederick Douglass (Comtat de Talbot, Maryland, 14 de febrer de 1818 - Washington DC, 20 de febrer de 1895)fou un escriptor, editor i orador abolicionista estatunidenc, famós com a reformador social. Fou conegut com el savi d'Anacostia o El lleó d'Anacostia i és un dels escriptors afroamericans més importants de la seva època i de tota la història dels Estats Units.

## Biografia
Frederick Augustus Washington Bailey, posteriorment conegut com a Frederick Douglass, va néixer esclau al comtat de Talbot, a prop de Hillsboro (Maryland). Quan era encara un infant, fou separat de la seva mare, Harriet Bailey, que va morir quan ell tenia set anys. No es coneix amb exactitud la identitat del seu pare; primer va dir que el seu pare era un home blanc, potser el seu amo (el capità Aaron Anthony), però després va afirmar que no sabia qui podia ser. Quan Anthony va morir, Douglass fou lliurat a la senyora Lucretia, esposa del capità Thomas Auld; després passà al servei del seu germà, Hugh, que vivia a Baltimore, ciutat on va anar a viure Douglass. El 1830, la muller del seu nou amo, Sophia, va ensenyar a Douglass els rudiments de l'alfabet, una activitat il·legal a l'època. Des de llavors, tal com va escriure en el seu Relat de la vida de Frederick Douglass, un esclau estatunidenc (publicada el 1845), l'autor es va esforçar a llegir pagant a uns nois blancs del seu veïnatge les classes amb trossos de pa i fixant-se en tots els escrits que podia trobar. Al seu primer discurs abolicionista Douglass va fer referència a aquestes lliçons impartides per la seva ama Sophia Auld.

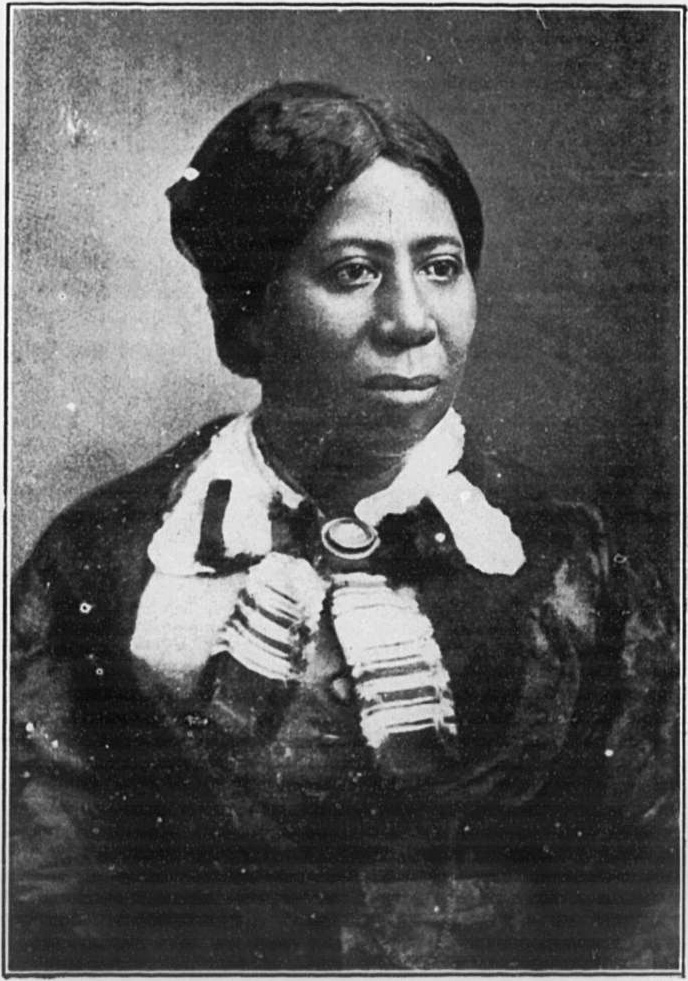
Anna Murray Douglass, esposa de Douglass durant 44 anys

El 1837, Douglass va conèixer Anna Murray, que va vendre un quadre per a pagar la documentació necessària perquè Douglass es pogués fer passar per un mariner i poder escapar dels Auld. El 3 de setembre del 1838 va prendre un vaixell cap a Havre de Grace, Maryland, vestit de mariner i amb la identitat prestada per un llibert d'ultramar. Després de travessar el riu Susquehanna des d'Havre de Grace en un petit rai, Douglass va continuar per ferrocarril fins a Wilmington (Delaware). Allà va pujar a un vapor que anava a Quaker City, Pennsilvània, per a acabar el seu camí a Nova York en poc menys de vint-i-quatre hores de trajecte.

### Activitats abolicionistes
Douglass va continuar la seva formació autodidacta llegint tot el que va poder. S'uní a diverses organitzacions antiesclavistes de New Bedford (Massachusetts), entre aquestes una església per a negres, i assistia de manera regular a reunions abolicionistes. Es va subscriure al setmanari The Liberator de William Lloyd Garrison i el 1841 el va sentir en persona en una trobada anual de la Societat Antiesclavista de Bristol. Més endavant va declarar sobre aquest discurs:
No face and form ever impressed me with such sentiments (the hatred of slavery) as did those of William Lloyd Garrison [Cap rostre ni estil m'impressionaren mai tals sentiments (l'odi a l'esclavitud) com ho van fer els de William Lloyd Garrison.]
Però el sentiment fou mutu, ja que Garrison va mencionar Douglass a la seva publicació i, uns dies després, Douglass va pronunciar el seu primer discurs públic en el port balener de Nantucket (Massachusetts), durant la convenció anual de la Societat Antiesclavista de Massachusetts, quan tenia 23 anys. Va dir que les cames li tremolaven, però es va sobreposar i va oferir una conferència memorable sobre la seva vida com a esclau.
El 1843, Douglass va participar al "Projecte Cent" de la Societat Antiesclavista Estatunidenca, que consistia en una gira de sis mesos per salons per l'est i el mig-oest dels Estats Units. Va prendre part a la convenció de Seneca Falls, en la que va néixer el moviment feminista estatunidenc i fou un dels signants de la seva Declaració de Sentiments. Més endavant, va col·laborar a una sèrie de diaris: North Star, Frederick Douglass Weekly, Frederick Douglass's Paper, Douglass' Monthly i la New National Era. El lema de The North Star, diari que es va editar entre 1847 i 1851, era Right is of no sex, Truth is of no color, God is the Father of us all and we are all Brethren ('El dret no té sexe, la veritat no té color, Déu és el pare de tots nosaltres i nosaltres som tots germans').
El treball de Douglass es va desenvolupar immediatament abans de la Guerra Civil dels Estats Units i va prosseguir durant aquesta. Va conèixer un abolicionista radical, el capità John Brown, però no aprovava el seu pla de començar una revolta armada d'esclaus, tot i que Brown el va visitar a la seva casa uns dies abans del famós atac a l'arsenal de Harpers Ferry l'octubre del 1859, que tenia com a propòsit armar la rebel·lió d'esclaus de Virgínia, insurreccions simultànies a diferents llocs que foren sufocades pel general Robert E. Lee i el tinent J. E. B. Stuart, al comandament de les milícies de Maryland i Virgínia i els soldats d'infanteria i marina de Fort Monroe. Brown i els seus partidaris foren cercats en un sector de l'arsenal amb diversos ostatges blancs presos a les famílies esclavistes de la zona. Brown va refusar la proposta de rendició de Lee del 18 d'octubre i va exigir com a condició per a alliberar-los, pas franc fora la ciutat, però Lee va enviar la infanteria de marina. Hi va haver morts i Brown fou greument ferit i capturat. Aquest fou penjat el desembre i fou considerat com un màrtir per molts dels habitants del nord, però els blancs del sud es van convèncer que el nord no estava disposat a mantenir les llibertats i el seu sistema de valors en la confederació d'estats que en aquell moment eren els Estats Units. Douglass va instar els Demòcrates del Sud perquè es mantinguessin dins la Unió, però aquests, per la seva banda, van nomenar el seu propi candidat presidencial i van amenaçar amb la secessió si els Republicans esdevenien victoriosos. La majoria dels estats del sud i de la frontera van votar en contra d'Abraham Lincoln, però el nord el va recolzar i va guanyar les eleccions. El 1861 era imminent la separació de Texas; qualsevol incident que desequilibrés la balança entre estats esclavistes i abolicionistes podia provocar la guerra civil. Després de l'incident de Brown, Douglass va creure oportú refugiar-se un temps al Canadà, preveient que seria arrestat per complicitat a l'assalt a l'arsenal i perquè creia que l'atac de Harper a la propietat federal posaria molts estatunidencs en contra seva.
El 1863, Douglass es va reunir amb el president Abraham Lincoln per establir el tracte que es donaria als soldats unionistes negres a la Guerra Civil, així com amb Andrew Johnson per la qüestió del seu dret a vot; els abolicionistes blancs William Lloyd Garrison i Wendell Phillips el van acompanyar en aquestes gestions. Però, a principis de la segona meitat del s. XIX, Douglass va marcar distàncies amb els garrisonians sobre el tema de la Constitució dels Estats Units.
Quant a la seva vida privada, Douglass va tenir quatre fills, dos dels quals, Charles i Rossetta, l'ajudaren amb la publicació del seu diari. A més, fou ordenat pastor de l'Església episcopal metodista africana.

### L'era de la reconstrucció
Després que s'acabés la Guerra Civil dels Estats Units, Douglass va tenir una sèrie de càrrecs polítics: fou president del Freedman's Savings Bank, marshall de Washington DC, ministre plenipotenciari i cònsol general a la República d'Haití (1889-91) i chargé d'affaires o encarregat de negocis dels Estats Units a Santo Domingo. Després de dos anys de carrera diplomàtica, va renunciar al seu lloc com a ambaixador per desacords amb el govern estatunidenc i el 1872 va traslladar la seva residència a Washington DC, després que un incendi provocat destruís la seva casa de Nova York.
El 1868, va donar suport a la campanya presidencial d'Ulysses S. Grant i, quan fou reelegit, va donar suport a la seva promulgació de la Klan Act i l'Enforcement Act, que el president va utilitzar amb vigor suspenent l'habeas corpus a Carolina del Sud, a la qual va enviar tropes, així com a altres estats per impedir els abusos racistes del sud. Sota el lideratge presidencial, es van efectuar prop de 5.000 arrestos i es va fer un dels cops més importants en contra del Ku Klux Klan. Aquest vigor de Grant per desbaratar l'organització racista, però, li va fer perdre popularitat entre molts blancs, tot i que Frederick Douglass li ho va agrair molt i un dels correligionaris de Douglass va escriure de Grant que els afroamericans "sempre abrigaran un merescut record del seu nom, fama i grans serveis" a la causa de la igualtat.
El 1872, Douglass va esdevenir el primer afroamericà candidat a la vicepresidència dels Estats Units, com a company de Victoria Woodhull, en el Partit de Drets Iguals, tot i que sense que ho sabés; així, Douglass no va voler participar en la seva campanya ni li ho va agrair; llavors, es dedicava a pronunciar conferències en moltes escoles d'arreu del país.

### Últims anys
Cap al 1877, Douglass va comprar la seva casa de Washington, a la riba del riu Anacostia, que va batejar com a Cedar Hill. Actualment aquesta casa és seu del Museu Històric Nacional de Frederick Douglass.
La reconstrucció després de la guerra va desil·lusionar no sols les víctimes, sinó també els vencedors. Molts afroamericans coneguts com exodusters es van mudar a Kansas per fundar ciutats de població exclusivament negra i Douglass s'hi va oposar intentant persuadir molts dels seus correligionaris i antics companys que ho abandonessin, cosa que li va valdre acusacions i condemnes de les audiències negres des de llavors. El 1877 fou nomenat marshall i quatre anys després recaptador d'impostos a Washington DC. La seva dona, Anna Murray Douglas, va morir el 1882; la seva mort el va deixar en una profunda depressió, de la qual el va treure la seva associació amb Ida B. Wells i el seu matrimoni amb Helen Pitts el 1884. Aquesta era una feminista blanca d'Honeoye, Nova York, filla de Gideon Pitts junior, un amic i col·lega abolicionista de Douglass. Havent-se graduat al Mount Holyoke Colege (llavors Mount Holyoke Female Seminary), Pitts havia treballat en la publicació feminista radical Alpha quan vivia a Washington. El matrimoni va haver d'afrontar una tempesta de controvèrsia per la llavors insòlita unió marital entre una dona blanca i vint anys més jove i un home negre, ja vell. Les dues famílies s'hi van afrontar amb hostilitat: la d'ella el va ignorar i deixà de parlar-li i la d'ell la va refusar considerant que el seu matrimoni significava un repudi a la seva difunta esposa. Però la lliberal i feminista Elizabeht Cady Stanton els va felicitar. La nova parella, entre el 1886 i el 1887 va viatjar per Irlanda, Anglaterra, França, Itàlia, Egipte i Grècia.
En els seus últims anys de vida, Douglass es va dedicar a fixar quina era la data del seu aniversari, quelcom que era molt difícil de saber entre els antics esclaus. Les seves estimacions van assenyalar que va néixer el febrer del 1816; els historiadors li van donar la raó en el que es refereix al mes quan van descobrir un document, però va resultar que havia nascut dos anys més tard del que pensava, el 1818. El 1892, el govern haitià el va nomenar comissionat per a l'Exposició Colombina Mundial de Chicago. Allà, va parlar per la Casa de Govern d'Irlanda i va donar suport als esforços de l'independentista irlandès Charles Stewart Parnell.

### Mort

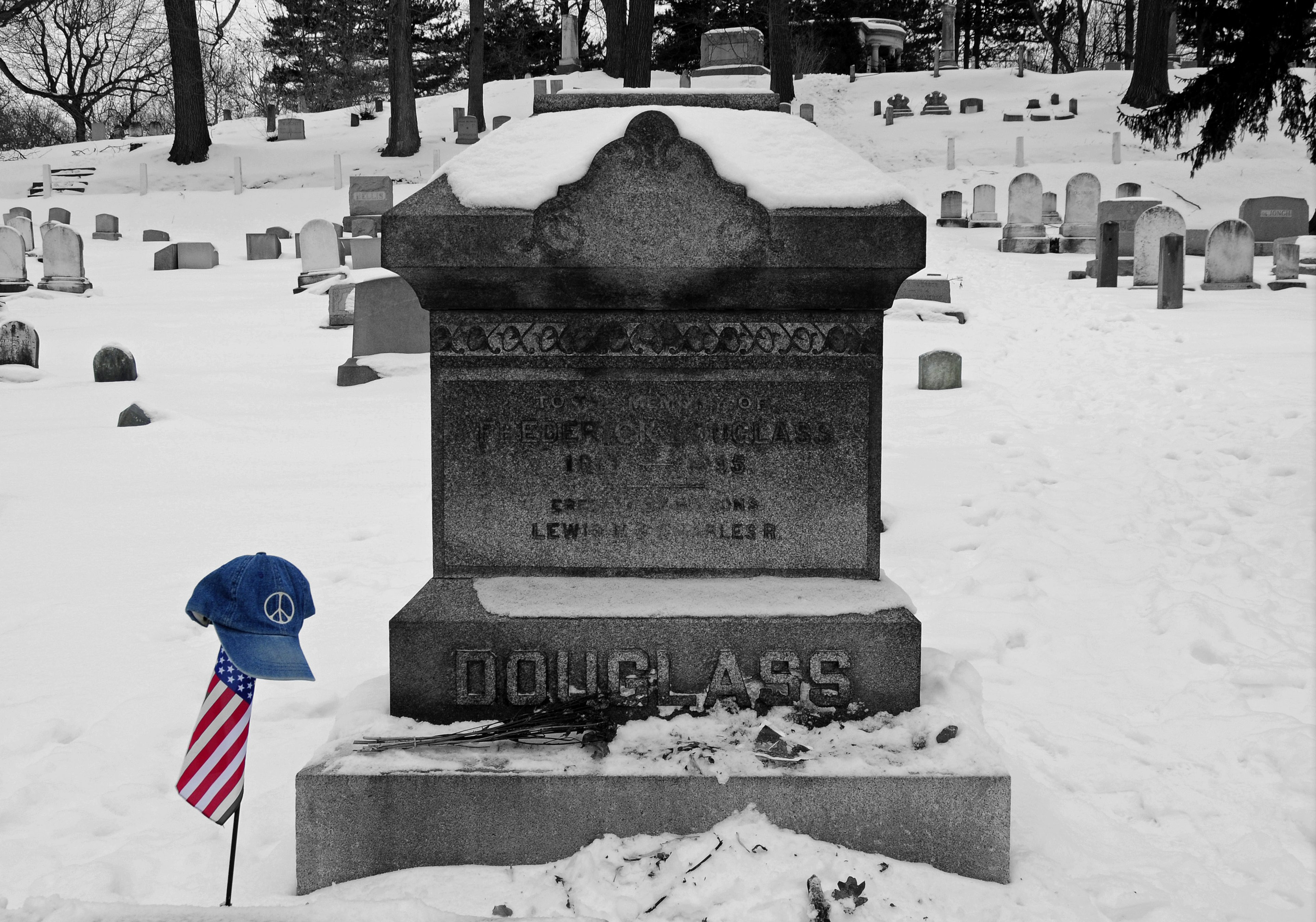
Làpida de Frederick Douglass, ubicada al cementeri de Mount Hope, Rochester, Nova York

El 20 de febrer del 1895, Douglass va assistir a una reunió del Consell Nacional de les Dones, a Washington, i durant aquella trobada es va emportar una encoratjadora ovació de l'audiència, però poc després d'arribar a casa seva, va morir d'un atac de cor o un vessament. És enterrat al cementiri de Mount Hope, a Rochester, Nova York.

## Autobiografia
El treball literari més famós de Douglass fou The Narrative of the Life of Frederick Douglass, an American Slave, publicat el 1845. No mancaren els que van creure que aquesta obra era una falsificació, negant-se a creure que el seu cuidat estil pogués haver estat elaborat per un negre, però fou un èxit immediat nacional i internacional, i va rebre crítiques molt positives. Als tres anys de la seva primera edició, ja s'havia reimprès nou vegades i només als Estats Units hi havia 11.000 còpies circulant. Es va traduir al francès i a l'holandès. La publicació d'aquest llibre era arriscada, ja que els seus amics i mentors temien la reacció del seu antic amo i mestre, Hugh Auld, si se n'assabentava, així que l'animaren a sortir del país i a viatjar per Irlanda. Es va embarcar en el "Cambria" cap a Liverpool el 16 d'agost del 1845, i va arribar a Irlanda quan una plaga d'escarabats de la patata havia començat a causar-hi una terrible fam.
A nivell literari, l'obra de Douglass difereix del prototipus comú de les autobiografies d'esclaus, així com de l'autobiografia en general, que als Estats Units tenia el seu model en l'obra de Benjamin Franklin. Presenta un panorama tèrbol i borrós dels seus primers anys de la infància i n'era conscient, com declara en el primer capítol: 
No disposo d'un coneixement precís de la meva edat, en no haver vist mai cap registre autèntic que la demostri (...). De lluny, la major part dels esclaus sap tant de les seves edats com els cavalls de les seves i és el desig de molts amos, al meu entendre, mantenir els seus esclaus en la ignorància.
Potser Douglass va voler exposar poc de si mateix com a ésser humà, ja que el seu major interès radicava a demostrar la realitat del sistema esclavista i els seus mals, així com la privació del dret legítim a l'educació i a la superació personal; en altres paraules, l'autor és conscient de la seva condició d'esclau i en funció d'això, modifica el començament de la història per provocar un sentiment de compassió entre el públic i buscar una eventual identificació amb la infelicitat que travessa l'ésser humà quan és privat d'aquest dret. La ruptura del llaç familiar és posada de manifest en la seva crítica a la societat de Maryland, en què els nens negres eren separats de les seves mares de ben petits, i posats sovint sota la cura d'una dona gran, massa vella per al treball del camp.

## Pensament i estil
Són motius recurrents de Douglass: la persecució i el tractament dels esclaus com una propietat o un valor de riquesa, la llibertat a la ciutat en contrast amb el treball forçós a les plantacions rurals, l'esclavitud com a perversió d'allò cristià..., entre d'altres. Els símbols que utilitzava són: camins de sorra, els vaixells blancs (al·legoria del sentiment de llibertat), l'orador colombí, etc. També utilitzava jocs de paraules.

## Paper com a personatge literari de ficcions històriques alternatives o ucronies
Douglass intervé com a personatge en ucronies o novel·les històriques alternatives, la història estatunidenca que mai va arribar a existir. En How Few Remain (Que pocs que queden) de Harry Tutledove, els confederats guanyen la Guerra Civil dels Estats Units i creen un estat independent; Douglass continua en la seva campanya en contra de l'esclavitud i, en una guerra més llunyana que comença el 1881, és capturat per forces confederades i evita pels pèls ser executat. En el desenllaç, els confederats es veuen forçats a alliberar-lo i després emancipen els seus esclaus (tot i que sense garantir-los els seus drets civils) per guanyar l'adhesió de França i Gran Bretanya a la seva causa.
En Fire on the Mountain (Foc a la muntanya) de Terry Bisson, John Brown triomfa en el Harper's Ferry i inicia una rebel·lió dels esclaus al sud. Douglass expressa públicament els seus remordiments per no haver-lo recolzat des del primer moment i, després d'evitar un homicidi provocat pels cabdills, fixa el seu rumb cap al sud i s'uneix a la revolució. Al final de l'obra, Douglass i Harriet Tubman esdevenen el pare i la mare fundadors d'un estat negre independent al sud.
El personatge de Frederick Douglass fa una breu aparició en la pel·lícula Temps de glòria (1898), en què participa en una tertúlia en què s'anuncia la creació d'un regiment compost per soldats negres. Així mateix, apareix breument en la sèrie de televisió "Nord i Sud", interpretat per Robert Guillaume.

## Obres de Douglass
- A Narrative of the Life of Frederick Douglass, an American Slave (1845) - Vida d'un esclau americà explicada per ell mateix.
- The Heroic Slave. Autographs for Freedom. Ed Julia Griffiths Boston: Jewett and Company, 1853. 174-239 -- L'esclau heroic. Autògrafs per a la llibertat.
- Life and Times of Frederick Douglass (1892). Vida i època de Frederick Douglass.

## Curiositats
Frederick Douglass va rebre aquest nom després d'una lectura que el seu amic va fer de The Lady of the Lake (La dama del llac) de sir Walter Scott. El personatge més fort i valent es deia Douglas. Per aquesta raó, va triar aquest nom per al propòsit abolicionista que duria a terme.
La famosa escriptora estatunidenca Harriet Beecher Stowe, més coneguda per la seva obra La cabana de l'oncle Tom (Uncle Tom's Cabin) va mantenir correspondència amb Douglass, al qual va consultar i entrevistar prèviament a la redacció de la seva famosa novel·la abolicionista. Stowe fou una fidel defensora dels drets humans i estava en contra de l'esclavitud, raó per la qual s'escrivia sovint amb aquells que lluitaven per la mateixa causa; un d'ells fou Douglass.